# Antinous (librería)
Antinous es una librería especializada en temática LGBT situada en Barcelona (España). Se fundó en junio de 1997 por los hermanos Maria y Josep Vitas y por Joaquín Blanco. Situada hasta enero de 2016 a la calle Ancha del distrito de Ciutat Vella, decidió trasladarse a la calle Casanova, en el Ensanche. Organiza presentaciones de libros, charlas y clubes de lectura. Disponía de servicio de cafetería.